# قناة زنجبار

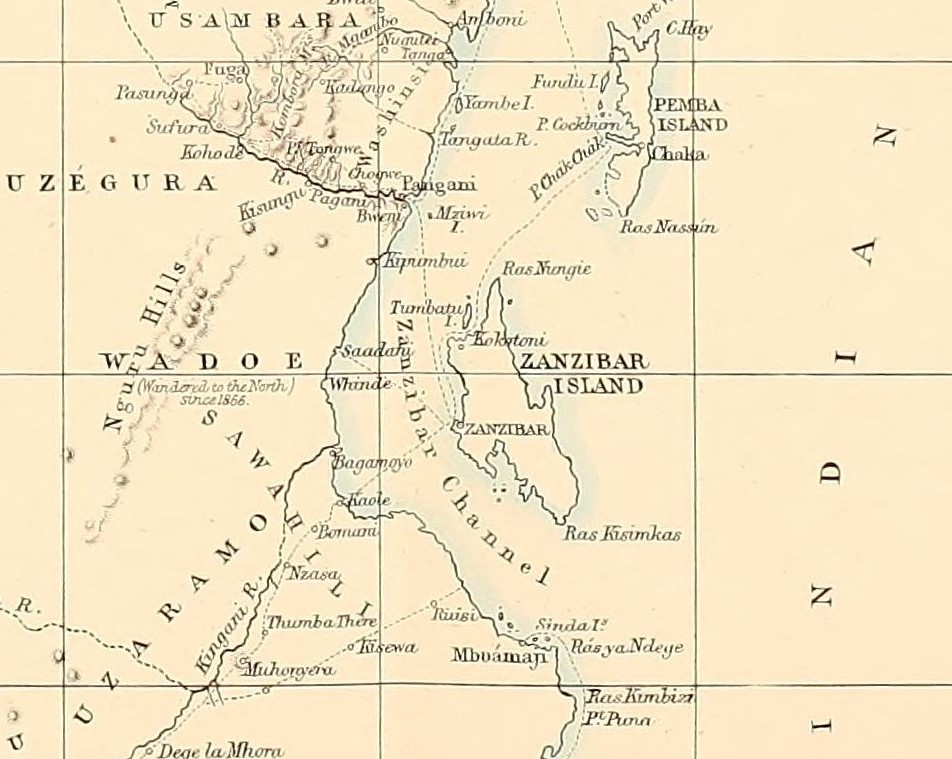
صورة من الخرائط لقناة الزنجبار. مفتاح لصورة من اليسار تنزانيا والجزيرة التي في اليمين هي جزيرة الزنجبار والقناة بينهم.

قناة زنجبار هو مضيق في جنوب شرق إفريقيا، يفصل جزيرة أونغوجا (المعروفة أيضًا باسم زنجبار) عن البر الرئيسي لتنزانيا. يبلغ طول القناة 120 كم وعرضها 29-37 كم، ويتراوح عمقها من بضع عشرات من الأمتار في الوسط إلى بضع مئات من الأمتار في الشمال والجنوب. في العصور القديمة كان العمق الإجمالي للقناة أصغر بكثير أقل بحوالي 120 مترًا خلال العصر الجليدي الأخير.
يُشار إلى المدخل الجنوبي للقناة من خلال منارة تقع على ساحل البر الرئيسي على نتوء رأس كنزي، على بعد 22 كم جنوب دار السلام.

## السباحة
في عام 2015 تم الانتهاء من السباحة المنفردة لمسافة 29 كيلومترًا عبر قناة زنجبار بدءًا من بنجومي ساندبانك في 9 ساعات ودقيقة واحدة بواسطة جان كرافن من الولايات المتحدة الأمريكية وروبرت دانفورد من كينيا وميجان هارينجتون جونسون وسامانثا ويلبتون وإميل برنينج من أمريكا.